# Ana Paula Vitorino

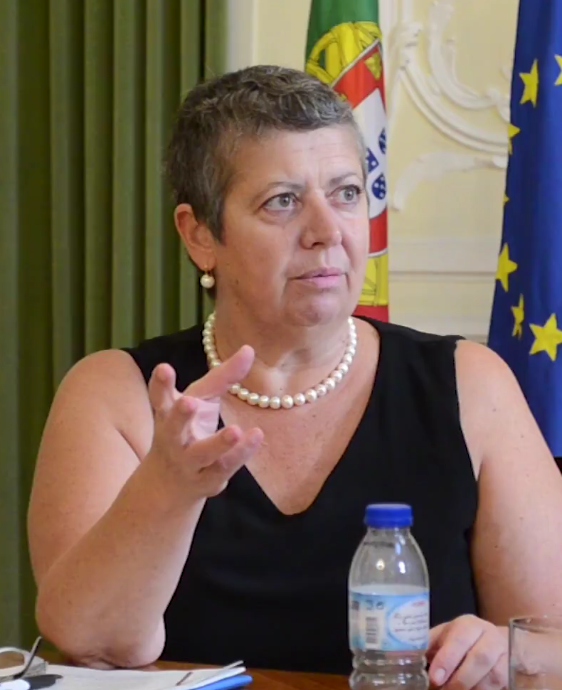
Ana Paula Vitorino, 2017

Ana Paula Vitorino (* 25. April 1962 in Lourenço Marques) ist eine portugiesische Politikerin der Partido Socialista (PS), die von 2015 bis 2019 Ministerin für Meeresangelegenheiten war.

## Leben
Ana Paula Vitorino begann nach dem Schulbesuch ein Studium im Fach Bauingenieurwesen mit den Schwerpunkten Stadt- und Verkehrswesen am Technischen Hochschulinstitut IST (Instituto Superior Técnico), das sie 1986 abschloss. Anschließend absolvierte sie am IST 1987 noch einen Lehrgang für Organisation und Management im Verkehrswesen und arbeitete seit 1989 als Assistenzprofessorin an der Abteilung für Urbanismus, Verkehr, Straßen und Systeme der Fakultät für Bauingenieurwesen, Architektur und Georessourcen des IST. Zugleich wurde sie 1989 auch Forschungswissenschaftlerin am Zentrum für Stadt- und Regionalsysteme CESUR (Centro de Sistemas Urbanos e Regionais) und war in der Folgezeit an zahlreichen Forschungs- und Entwicklungsprojekten in den Bereichen der strategischen und operativen Planung und Management für den Transport beteiligt war und verfasste mehrere Artikel auf den Gebieten Verkehr, Infrastruktur, Logistik und Meereswirtschaft in Fachzeitschriften. 1992 erwarb sie des Weiteren einen Magister im Fach Transportwesen am IST.
Während der Amtszeit des ersten Kabinetts (XIII Governo Constitucional) von Premierminister António Guterres war sie vom 28. Oktober 1995 bis zum 25. Oktober 1999 Kabinettschefin des Staatssekretärs für Verkehr. Im Anschluss war sie zwischen 1999 und 2002 Gruppenleiterin für Planung, Bau, Lieferung, Finanzierung, Betrieb und Wartung der Stadtbahngesellschaft Metro Sul do Tejo (MST). Zugleich fungierte sie von 2000 bis 2001 als Mitglied sowie danach zwischen 2001 und 2002 als Präsidentin des geschäftsführenden Vorstands des Instituts für die Verwaltung der Finanzen und Eigentums der Justiz (Instituto de Gestão Financeira e Patrimonial da Justiça).
Im ersten Kabinett (XVII Governo Constitucional) von Premierminister José Sócrates bekleidete sie zwischen dem 12. März 2005 und dem 26. Oktober 2009 das Amt als Staatssekretär für Verkehr (Secretária de Estado dos Transportes) und war damit eine der engsten Mitarbeiter des Ministers für öffentliche Bauten, Verkehr und Kommunikation Mário Lino. In dieser Funktion befasste sie sich insbesondere mit Neuplanungen für das Stadtbahnsystem in Coimbra, der Metro Mondego.
2009 wurde Ana Paula Vitorino als Kandidatin der Partido Socialista (PS) zum Mitglied der Versammlung der Republik (Assembleia da República) gewählt und gehörte dieser bis 2015 an. Daneben war sie zwischen 2010 und 2012 Geschäftsführerin des in Mosambik ansässigen Unternehmens Hidroeléctrica de Cahora Bassa (HCB), das die dortige Talsperre und das Wasserkraftwerk am Cahora-Bassa-Talsperre betreibt. Zugleich engagierte sie sich zwischen 2011 und 2015 als Partnerin und technische Verantwortliche der Beratungsgesellschaft TransNetWork, die Ausbildungen, Planungen, Studien und Projekte in den Bereichen Verkehr, Häfen, Logistik, Infrastruktur, Management, Wirtschaft, Technik, Architektur und Bauwesen in Portugal, Afrika und Lateinamerika betreut. Darüber hinaus war sie von 2012 bis 2015 Herausgeberin und Chefredakteurin der Zeitschrift Cluster do Mar.
Ana Paula Vitorino, die 2012 auch Mitglied der Nationalen Politischen Kommission der PS wurde, übernahm am 26. November 2015 im Kabinett (XXI Governo Constitucional) von Premierminister António Costa das Amt der Ministerin für Meeresangelegenheiten (Ministra do Mar).
Sie ist mit Eduardo Cabrita verheiratet, der unter Premierminister Costa das Amt des Vize-Premierministers und anschließend des Innenministers übernommen hatte.